# فهرست میراث جهانی در لائوس
میراث جهانی در لائوس تا ژانویه ۲۰۲۵ شامل ۳ اثر در کشور لائوس است. جمهوری دموکراتیک خلق لائوس این کنوانسیون را در تاریخ ۲۰ مارس ۱۹۸۷ پذیرفت و از آن هنگام، مکان‌های طبیعی و فرهنگی آن دارای شرایط برای گنجانده شدن در فهرست میراث جهانی هستند.
سایت‌های میراث جهانی سازمان آموزشی، علمی و فرهنگی سازمان ملل متحد، یونسکو مکان‌هایی هستند که دارای اهمیت فرهنگی یا طبیعی هستند، همان‌طور که در پیمان‌نامه میراث جهانی، که در سال ۱۹۷۲ تأسیس شده، شرح داده شده است. میراث فرهنگی شامل بناهای تاریخی مانند آثار معماری، مجسمه‌ها، کتیبه‌ها، مجموعه‌های ساختمانی و محوطه‌های باستانی است. از سوی دیگر، میراث طبیعی به ویژگی‌های فیزیکی و زیستی، شکل‌های زمین‌شناسی و زیستگاه گونه‌های در خطر انقراض حیوانات و گیاهان اطلاق می‌شود. همچنین مکان‌هایی که از نظر علمی، حفاظتی یا زیبایی طبیعی اهمیت دارند، جزو میراث طبیعی به‌شمار می‌روند.
تا تاریخ ۲۰۲۲، لائوس سه مکان در فهرست دارد. شهر لوآنگ پرابانگ در سال ۱۹۹۵، وات فو در سال ۲۰۰۱ و دشت کوزه‌ها در سال ۲۰۱۹ فهرست شده‌اند. هر سه مکان فرهنگی هستند. علاوه بر این، لائوس دو مکان در فهرست آزمایشی خود دارد.

## میراث جهانی
یونسکو سایت‌ها را تحت ده معیار فهرست می‌کند؛ هر ورودی باید حداقل یکی از معیارها را داشته باشد.
| # | نگاره                                                | نام                                                           | موقعیت        | سال  | ش ثبتمعیارها     | شرح | م     |
| ۱ | این تصویر، معبد بودایی در رنگ‌های طلایی را نشان می‌دهد | شهر لوآنگ پرابانگ                                             | لوآنگ پرابانگ | ۱۹۹۵ | ۴۷۹(ii)(iv)(v)   | لوآنگ پرابانگ، پایتخت پادشاهی لان سانگ بین قرن‌های ۱۴ و ۱۶، صندلی سلطنتی و مذهبی استعمار لائوس بین سال‌های ۱۸۹۳ و ۱۹۴۶ بود. معماری شهر ترکیبی از دو سبک است: سبک سنتی لائوسی و سبک اروپای استعماری از اواخر قرن ۱۹ و اوایل قرن ۲۰. ساختمان‌ها شامل معابد بودایی، ساختمان‌های اداری و مسکونی هستند. شهر به خوبی حفظ شده است. یک تغییر مرزی جزئی در سال ۲۰۱۳ انجام شد. | [ ۵ ] |
| ۲ | قصر خرابه‌ها در سبک خمر                               | وات فو و سکونت‌گاه‌های باستانی مرتبط در چشم‌انداز فرهنگی چمپاساک | چامپاساک      | ۲۰۰۱ | ۴۸۱(iii)(iv)(vi) | وات فو (تصویر خرابه‌ها) یک معبد هندو است که تحت امپراتوری خمر که از قرن ۱۰ تا ۱۴ منطقه را کنترل می‌کرد ساخته شد. چشم‌انداز فرهنگی نیز شامل بقایای معابد، شهرها و سازه‌های مدیریت آب است که مربوط به قرن‌های ۵ تا ۱۵ هستند. طرح معبد نشان‌دهنده مفهوم هندو از محور ارتباطی بین کوه فو خائو و رودخانه مکونگ است.                                                         | [ ۶ ] |
| ۳ | کوزه‌های سنگی بزرگ زیر یک درخت                        | محوطه‌های کوزه‌های سنگی در شیانگ‌خوانگ – دشت کوزه‌ها              | شیانگخوانگ    | ۲۰۱۹ | ۱۵۸۷(iii)        | این سایت شامل ۱۵ مکان جداگانه با بقایای یک فرهنگ عصر آهن خرسنگ است که تقریباً از ۵۰۰ سال قبل از میلاد تا ۵۰۰ سال پس از میلاد وجود داشته است. کوزه‌ها به بیش از ۲۰۰۰ کوزه سنگی استوانه‌ای اشاره دارند که برای مراسم تدفین استفاده می‌شدند. همچنین دیسک‌های سنگی وجود دارد که شاید به عنوان در کوزه‌ها استفاده می‌شدند، سایر سایت‌های تدفین و معادن، در مکان‌ها حضور دارند. | [ ۷ ] |

## فهرست آزمایشی
علاوه بر سایت‌هایی که در فهرست میراث جهانی ثبت شده‌اند، کشورهای عضو می‌توانند فهرستی از سایت‌های آزمایشی نگهداری کنند که ممکن است برای نامزدی مورد بررسی قرار گیرند. نامزدی برای فهرست میراث جهانی فقط در صورتی پذیرفته می‌شود که سایت قبلاً در فهرست آزمایشی قرار گرفته باشد.
تا تاریخ ۲۰۲۲، لائوس ۲ مکان در فهرست آزمایشی خود دارد.
| # | نگاره                                                    | نام                | موقعیت  | سال  | ش ثبتمعیارها      | شرح | م      |
| ۱ | این تصویر، یک استوپای بودایی پوشیده از طلا را نشان می‌دهد | فا تات لوانگ       | وینتیان | ۱۹۹۲ | ۳۹۱(ii)(iv)       | فا تات لوانگ یک استوپای بزرگ بودایی پوشیده از طلا است. این استوپا تحت فرمان شاه ستاتیرات در سال ۱۵۶۶ پس از انتقال پایتخت پادشاهی لان سانگ به وینتیان ساخته شد. استوپا به عنوان جایگزینی برای یک زیارتگاه بودایی در نظر گرفته می‌شود. منار استوپا به ارتفاع ۴۵ متر می‌رسد و ساختار اصلی آن با آثار مقدس و مجسمه‌ها احاطه شده است.                                                           | [ ۹ ]  |
| ۲ |                                                          | پارک ملی هین نامنو | خموان   | ۲۰۱۹ | ۶۴۴۲(viii)(ix)(x) | این منطقه شامل یک فلات آهکی است که ویژگی‌های کارستی گرمسیری متعددی نظیر صخره‌ها، تپه‌های مخروطی و سیستم‌های غار را به نمایش می‌گذارد. این منطقه زیستگاه چندین گونه نخستین در خطر انقراض، از جمله گیبون گونه‌سفید جنوبی، رخت‌پوش ساق‌سرخ (تصویر یک نمونه در باغ‌وحش) و لانگور سیاه هندوچینی است. همچنین در این منطقه حداقل چهار گونه شاخ‌نوک، از جمله نوک‌شاخ حلقه‌گل‌دار در خطر انقراض زندگی می‌کنند. | [ ۱۰ ] |